# 120569 Huangrunqian
120569 Huangrunqian este un asteroid din centura principală de asteroizi.

## Descriere
120569 Huangrunqian este un asteroid din centura principală de asteroizi. A fost descoperit pe 24 martie 1995 la Xinglong în cadrul programului Beijing Schmidt CCD Asteroid Program. Asteroidul prezintă o orbită caracterizată de o semiaxă mare de 3,14 ua, o excentricitate de 0,18 și o înclinație de 11,3° în raport cu ecliptica.